# 小行星7005
小行星7005（英語：7005 Henninghaack）是一颗围绕太阳公转的小行星。1981年3月2日，舒爾特·巴斯在赛丁泉山发现了此天体。
这颗小行星的绝对星等为100.49777等。